# 石川県道258号野崎向田線
石川県道258号野崎向田線（いしかわけんどう258ごう のざきこうだせん）とは、石川県七尾市内を通る一般県道（石川県道）である。

## 概要
- 起点：石川県七尾市能登島野崎町へ7番地先（＝石川県道257号田尻祖母浦半浦線交点）
- 終点：石川県七尾市能登島向田町そ66番1地先（＝石川県道257号田尻祖母浦半浦線交点）

七尾市能登島地区東部の野崎と中心部の向田（こうだ）とを結ぶ。石川県道257号田尻祖母浦半浦線が能登島をほぼ一周し、ほぼすべての集落を網羅するコースに対し、当県道は野崎・向田の両集落間を祖母ヶ浦（ばがうら）を経由せずに結ぶショートカットコースとしての要素が強い。また、沿道の人家は皆無である。途中の東隧道の高さが3.1mしかないため、大型車の通行ができない。この規制による大型車の迂回路がない上、ほぼ全線にわたって幅員が両側1車線程度しかなく、転回箇所が無いため、起終点付近には規制標識が設置されている。

## 歴史
- 1977年（昭和52年）5月31日：路線認定。

## 接続道路
- 石川県道257号田尻祖母浦半浦線（七尾市能登島野崎町：起点、同市能登島向田町：終点）

## トンネル
- 東隧道（145m）：1914年（大正3年）竣工。石川県内の現役の道路用トンネルとしては、最古のトンネルである。幅員4.4m、高さ3.1mと、道路用トンネルとしては小さい。能登島広域農道が当トンネルを跨いでいる。